# کرتو کاونیس‌کانگاس
کرتو کاونیس‌کانگاس (انگلیسی: Kerttu Kauniskangas; ۱۹ مارس ۱۹۲۰ – ۲۵ اکتبر ۱۹۹۸) مؤلف (پدیدآور)، سیاستمدار، روزنامه‌نگار، و نویسنده اهل فنلاند بود.
وی همچنین برندهٔ جوایزی همچون جایزه اینو لینو شده‌است.